# Shokupan

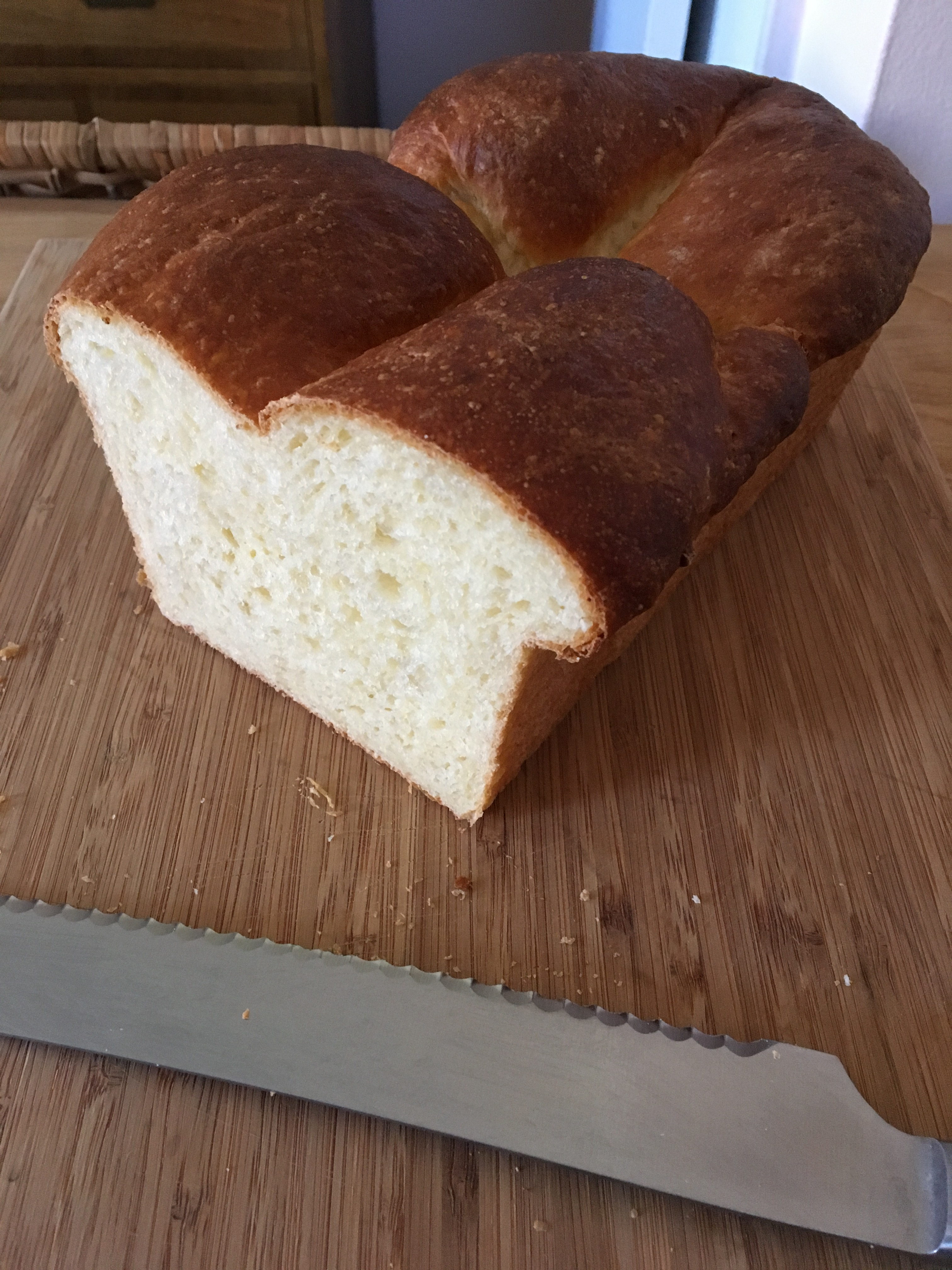

Shokupan (japanisch 食パン) oder Pai Bao ist eine japanische Weißbrotsorte. Wegen der typischen Zutat wird es auch Hokkaido-Milchbrot nach der vermeintlichen Herkunft auf Hokkaido genannt. Es entstand durch die Verwendung von Weizenimporte aus den USA nach dem Zweiten Weltkrieg, das für einheimische Backverfahren verwendet wurde. Es wird als Beilage oder für die Herstellung von Sandwichs wie Brioche verwendet.
Für die Herstellung verwendet man Weizenmehl, Backhefe, Vollmilch, Zucker und Speisesalz. Häufig wird ebenfalls Vollei verwendet.
Zur Vorbereitung wird aus Wasser und Mehl eine Water roux, japanisch Yu-Dane zubereitet, indem man beide Zutaten zu einer festen Masse verkocht. Entsprechend nennt man diese Zutat auch Kochstück oder Mehlkochstück. Es dient der besseren Wasseraufnahme des Teigs und späteren Gebäcks. Nach dem Abkühlen verwendet man es mit den anderen Zutaten für die Herstellung eines Hefeteigs. Dieser wird in rechteckigen Formen wie Toastbrot oder Kastenweißbrot gebacken.